# 再使用可能実験宇宙機
再使用可能実験宇宙機は、中国で開発中のスペースプレーンである。初飛行は2020年9月4日に行われた。

## 概要
プロジェクトは機密性が高い状態であり、打ち上げの予定や本体の画像は公開されていない。
中国航天科技集団の陳洪波氏は、2017年のインタビューで2020年に初飛行を行う予定の中国の宇宙機は最大20回まで再利用できると述べている。 
2022年8月、再使用可能実験宇宙機の打ち上げに使用されたとみられる長征2号FTロケットのフェアリングの残骸が河南省吉安市の中学校で展示された。フェアリングには特徴的な突起が見られ、これは翼を収容するためと見られている。
また、再使用可能実験宇宙機は中国の一連のスペースプレーン開発計画である「神龍計画」の一部であるという指摘もされている。

## 歴史
2016年、ロプノールにおいて全長5kmに及ぶ滑走路が建設されているのが確認された。
2020年9月4日、初飛行が行われた。改進型長征2号FTロケットによって酒泉衛星発射センターで打ち上げられ、軌道上に2日間滞在し、地球に帰還した。
2022年8月26日、2回目となる飛行が行われた。酒泉衛星発射センターから打ち上げられ、前回の機体が再利用されている。新華社は再利用型の中国の宇宙輸送技術における飛躍的な進歩と評した。